# Weed Heights
Weed Heights é uma comunidade não incorporada no condado de Lyon, estado de Nevada, nos Estados Unidos. A comunidade fica adjacente a Yerington.

## História
A companhia  Anaconda Copper Company construiu a vila de Weed Heights na década de 1950 para apoiar a Anaconda Mine. A vila pertenceu a companhia Anaconda até à companhia ser adquirida pela Atlantic Richfield Company. A empresa Atlantic Richfield Company cessou as suas atividades em 1978 e vendeu a propriedade em 1982 a   Don Tibbals, um comissário do condado de Lyon, que por sua vez vendeu toda a propriedade à Arimetc, com exceção da vila de Weed Heights, que é uma comunidade arrendatária e um parque de caravanismo.